# Urszula Sadkowská
Urszula Sadkowská (* 6. února 1984 Olsztyn, Polsko) je reprezentantka Polska v judu.

## Sportovní kariéra
S judem začínala v Olsztynu a od mládí poutala pozornost svými rozměry, při výšce 193 cm vážila přes 160 kg. Patřila k nejtěžším vrcholovým sportovkyním své doby, ale zatím se jí nepodaří proniknout mezi užší světovou špičku. Důvodem je její velká nadváha a z toho plynoucí pomalost jejího juda. Účastnila se dvou olympijských her, ale pokaždé vypadla v prvním kole. Plánuje startovat na olympijských hrách v Riu v roce 2016, ale zatím jí v sbírání bodů pro kvalifikaci brání zdravotní a psychické problémy.

## Výsledky

### Váhové kategorie
| Turnaj             | 2000       | 2001       | 2002       | 2003       | 2004       | 2005       | 2006       | 2007       | 2008       | 2009       | 2010       | 2011       | 2012       |
| Turnaj             | 16         | 17         | 18         | 19         | 20         | 21         | 22         | 23         | 24         | 25         | 26         | 27         | 28         |
| Turnaj             | těžká váha | těžká váha | těžká váha | těžká váha | těžká váha | těžká váha | těžká váha | těžká váha | těžká váha | těžká váha | těžká váha | těžká váha | těžká váha |
| ------------------ | ---------- | ---------- | ---------- | ---------- | ---------- | ---------- | ---------- | ---------- | ---------- | ---------- | ---------- | ---------- | ---------- |
| Olympijské hry     | dns        | -          | -          | -          | dns        | -          | -          | -          | úč.        | -          | -          | -          | úč.        |
| Mistrovství světa  | -          | dns        | -          | dns        | -          | úč.        | -          | 7.         | -          | úč.        | 7.         | úč.        | -          |
| Mistrovství Evropy | dns        | dns        | dns        | dns        | dns        | dns        | dns        | 5.         | úč.        | 2.         | 3.         | 5.         | 7.         |
| ME do 23 let       | -          | -          | -          | dns        | 3.         | 1.         | dns        | -          | -          | -          | -          | -          | -          |
| MS juniorů         | dns        | -          | 7.         | -          | -          | -          | -          | -          | -          | -          | -          | -          | -          |
| ME juniorů         | dns        | úč.        | 5.         | 2.         | -          | -          | -          | -          | -          | -          | -          | -          | -          |
| ME dorostenců      | 2.         | -          | -          | -          | -          | -          | -          | -          | -          | -          | -          | -          | -          |

### Bez rozdílu vah
| Turnaj             | 2000 | 2001 | 2002 | 2003 | 2004 | 2005 | 2006 | 2007 | 2008 | 2009 | 2010 | 2011 | 2012 |
| Turnaj             | 16   | 17   | 18   | 19   | 20   | 21   | 22   | 23   | 24   | 25   | 26   | 27   | 28   |
| ------------------ | ---- | ---- | ---- | ---- | ---- | ---- | ---- | ---- | ---- | ---- | ---- | ---- | ---- |
| Mistrovství Evropy | dns  | dns  | dns  | dns  | 5.   | dns  | dns  | dns  | -    | -    | -    | -    | -    |